# Sylvia lugens
La curruca parda (Sylvia lugens) es una especie de ave paseriforme de la familia Sylviidae que vive en África Oriental.

## Descripción
Es un pájaro pequeño, de 13,5 cm de longitud media, con la cola larga y alas relativamente cortas y redondeadas. Su plumaje es uniforme y de tonos pardo grisáceos, más claros en las partes inferiores, llegando a blanquecinos en el vientre, y bastante más oscuros en la cola. Los dos sexos tienen una apariencia similar.

## Distribución
Se encuentra en los bosques de montaña y los altiplanos del este de África, entre los 1400 y 3700 m s. n. m.